# 温弗里德·登克
温弗里德·登克（德語：Winfried Denk，1957年11月12日—），出生于慕尼黑，德国物理学家，马克斯·普朗克神经生物学研究所的主任。

## 学术研究
他1990年在瓦·韦伯(Watt W. Webb)的实验室做博士后研究员时率先实现了双光子激发显微镜。登克后来（1994年）认识到双光子显微镜活细胞成像的深高散射问题上具有独特的性能。他的第二个重大发明是一台机器，可以自动获取分辨率为几纳米的三维图像。这种技术被称为串行块面扫描电子显微镜，已被加坦公司商业化。

## 奖项和荣誉
- 2003年被授予戈特弗里德·威廉·莱布尼茨奖。
- 2012年获科维理神经科学奖。
- 2013年成为美国国家科学院外籍会员。